# The Banshee

The Banshee (Scream of the Banshee) est un téléfilm américain réalisé par Steven C. Miller, diffusé le 26 mars 2011 sur Syfy.

## Synopsis
Le professeur Whelan et quelques étudiants en archéologie se retrouvent confrontés à une tête de banshee enfermée en 1188 par des chevaliers irlandais dans un coffret d'acier. Libérée, elle vient hanter les protagonistes et tuer certains d'entre eux.

## Fiche technique
- Titre français : The Banshee
- Titre original : Scream of the Banshee
- Réalisation : Steven C. Miller
- Scénario : Anthony C. Ferrante
- Décors : Hannah Beachler
- Costumes : Ina Damianova
- Photographie : Andy Strahorn
- Montage : Steven C. Miller
- Musique : Ruan Dodson
- Production : Moshe Diamant, Anthony C. Ferrante
- Sociétés de production : After dark films, Signature pictures
- Pays d'origine : États-unis
- Langue originale : anglais
- Format : couleur — 16:9
- Genre : horreur
- Durée : 90 minutes
- Dates de sortie :
  -  Royaume-Uni : 4 mars 2011 (After Dark Originals Horror Weekend)

## Distribution
- Lauren Holly : Professeur Isla Whelan
- Lance Henriksen : Broderick Duncan
- Marcelle Baer : Shayla Whelan
- Eric F. Adams : Samuel Page